# Елміра-Гайтс (Нью-Йорк)
Елміра-Гайтс (англ. Elmira Heights) — селище (англ. village) в США, в окрузі Чеманг штату Нью-Йорк. Населення — 3916 осіб (2020).

## Географія
Елміра-Гайтс розташована за координатами 42°7′36″ пн. ш. 76°49′32″ зх. д. / 42.12667° пн. ш. 76.82556° зх. д. (42.126690, -76.825566).  За даними Бюро перепису населення США в 2010 році селище мало площу 2,97 км², уся площа — суходіл.

## Демографія
Згідно з переписом 2010 року, у селищі мешкало 4097 осіб у 1843 домогосподарствах у складі 1028 родин. Густота населення становила 1380 осіб/км².  Було 1972 помешкання (664/км²).
Расовий склад населення:
| - 94,1 % — білих - 2,1 % — чорних або афроамериканців - 1,0 % — азіатів - 0,2 % — корінних американців |

До двох чи більше рас належало 2,1 %. Частка іспаномовних становила 1,4 % від усіх жителів.
За віковим діапазоном населення розподілялося таким чином: 22,7 % — особи молодші 18 років, 62,0 % — особи у віці 18—64 років, 15,3 % — особи у віці 65 років та старші. Медіана віку мешканця становила 39,6 року. На 100 осіб жіночої статі у селищі припадало 93,3 чоловіків;  на 100 жінок у віці від 18 років та старших — 91,2 чоловіків також старших 18 років.
Середній дохід на одне домашнє господарство  становив 49 870 доларів США (медіана — 41 299), а середній дохід на одну сім'ю — 64 429 доларів (медіана — 62 958). Медіана доходів становила 46 058 доларів для чоловіків та 27 276 доларів для жінок. За межею бідності перебувало 12,4 % осіб, у тому числі 13,2 % дітей у віці до 18 років та 6,2 % осіб у віці 65 років та старших.
Цивільне працевлаштоване населення становило 1882 особи. Основні галузі зайнятості: освіта, охорона здоров'я та соціальна допомога — 30,0 %, виробництво — 19,3 %, мистецтво, розваги та відпочинок — 10,8 %, роздрібна торгівля — 10,0 %.